# Monastère San Vicente de Oviedo
San Vicente de Oviedo est un ensemble qui réunit une église et un monastère en Asturies, Espagne. 

## Histoire

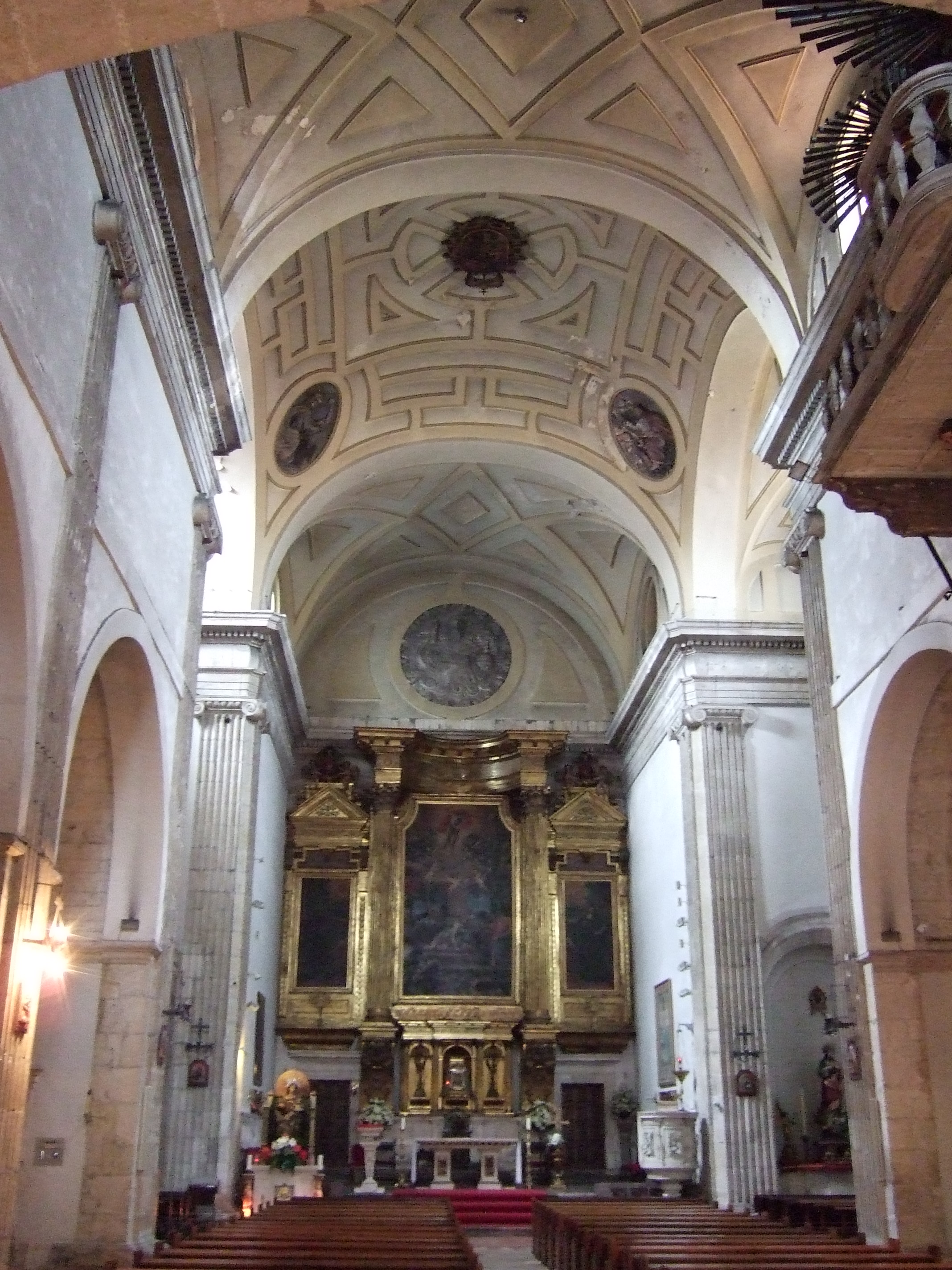
L'intérieur du monastère.

Sa fondation, en 761, est consignée dans une charte connue sous le nom de Pacte monástico de Oviedo (« Pacte monastique d'Oviedo »). Il s'agit de la copie, réalisée au XIIe siècle, d'un original daté, lui, du 25 novembre 781 et considéré comme le plus ancien document sur la monarchie du royaume des Asturies — bien qu'il existe un doute quant à la véracité de ce document car le monastère, appelé aussi Antealtares au Moyen Âge, n'est pas mentionné avant 969. Selon la charte de 781, vingt ans auparavant, en 761, le moine Máximo, avec ses serfs, et Fromestano, fondent une église dans locum quod dicunt Oveto (le lieu dit Oveto), qui allait devenir la ville d'Oviedo. Fromestano et Maximo sont considérés comme les fondateurs de la ville et de l'église. Fromestano dans la charte de 781, explique sa fondation :
 « Moi, Frómista (Fromestano), abbé, depuis vingt ans, avec mon neveu le moine Máximo, ai fondé en cet endroit abandonné et désert une basilique en l'honneur de Saint Vincent, diacre et martyr du Christ ».
Une fois le bâtiment transformé en monastère, son premier abbé fut Oveco, entre 969 et 978 selon les textes dont on dispose. Une première référence mentionnant qu'il a suivi la règle bénédictine est datée en 1042.
L'édifice est de style roman, mais il a été remanié aux XIe et XIIe siècles. Son cloître a été déclaré monument historique et artistique national , et il abrite depuis 1952 le musée archéologique des Asturies (en).   

## Source
- (en) Cet article est partiellement ou en totalité issu de l’article de Wikipédia en anglais intitulé « Monastery of San Vicente de Oviedo » (voir la liste des auteurs).